# Kepler-52 c
 (mai 2025).
Kepler-52 c est une exoplanète de type Planète géante gazeuse en orbite autour de la naine rouge Kepler-52, située à environ 1 048,73 années-lumière de la Terre.

## Caractéristiques physiques
L'exoplanète se distingue par sa masse modérée de 0,14 MJ, son rayon compact de 0,16 RJ et sa température de 433 K.

## Orbite
Elle orbite à 0,10  unités astronomiques de son étoile, une distance comparable à celle de Vénus dans le système solaire.

## Découverte
L'exoplanète a été découverte par la méthode des transits en 2012.

## Habitabilité
Les conditions d'habitabilité de cette exoplanète ne sont pas déterminées ou ne sont pas connues.